# Emiliano Estanislau Afonso
Emiliano Estanislau Afonso (Soledade, 2 de junho de 1881 — Manaus, 22 de agosto de 1961) foi um político brasileiro.
Foi governador do Amazonas, de 7 de novembro de 1945 a 16 de fevereiro de 1946.